# NGC 5665
NGC 5665 ist eine Balken-Spiralgalaxie vom Hubble-Typ SAB(rs)c pec im Sternbild Bärenhüter am Nordsternhimmel. Sie ist rund 100 Millionen Lichtjahre von der Milchstraße entfernt und hat einen Durchmesser von etwa 60.000 Lichtjahren. Halton Arp gliederte seinen Katalog ungewöhnlicher Galaxien nach rein morphologischen Kriterien in Gruppen. Diese Galaxie gehört zu der Klasse Spiralgalaxien mit einem kleinen Begleiter hoher Flächenhelligkeit auf einem Arm (Arp-Katalog). Möglicherweise hat die Galaxie einen kleinen 2000 Lichtjahre durchmessenden Begleiter innerhalb seiner Spiralarme, welche zu dieser Katalogisierung führte. Vielleicht handelt es sich aber auch nur um eine besonders große Sternbildungs-Region, denn NGC 5665 wird auch als Starburst-Galaxie geführt.
Entdeckt wurde das Objekt am 30. Januar 1784 von William Herschel.

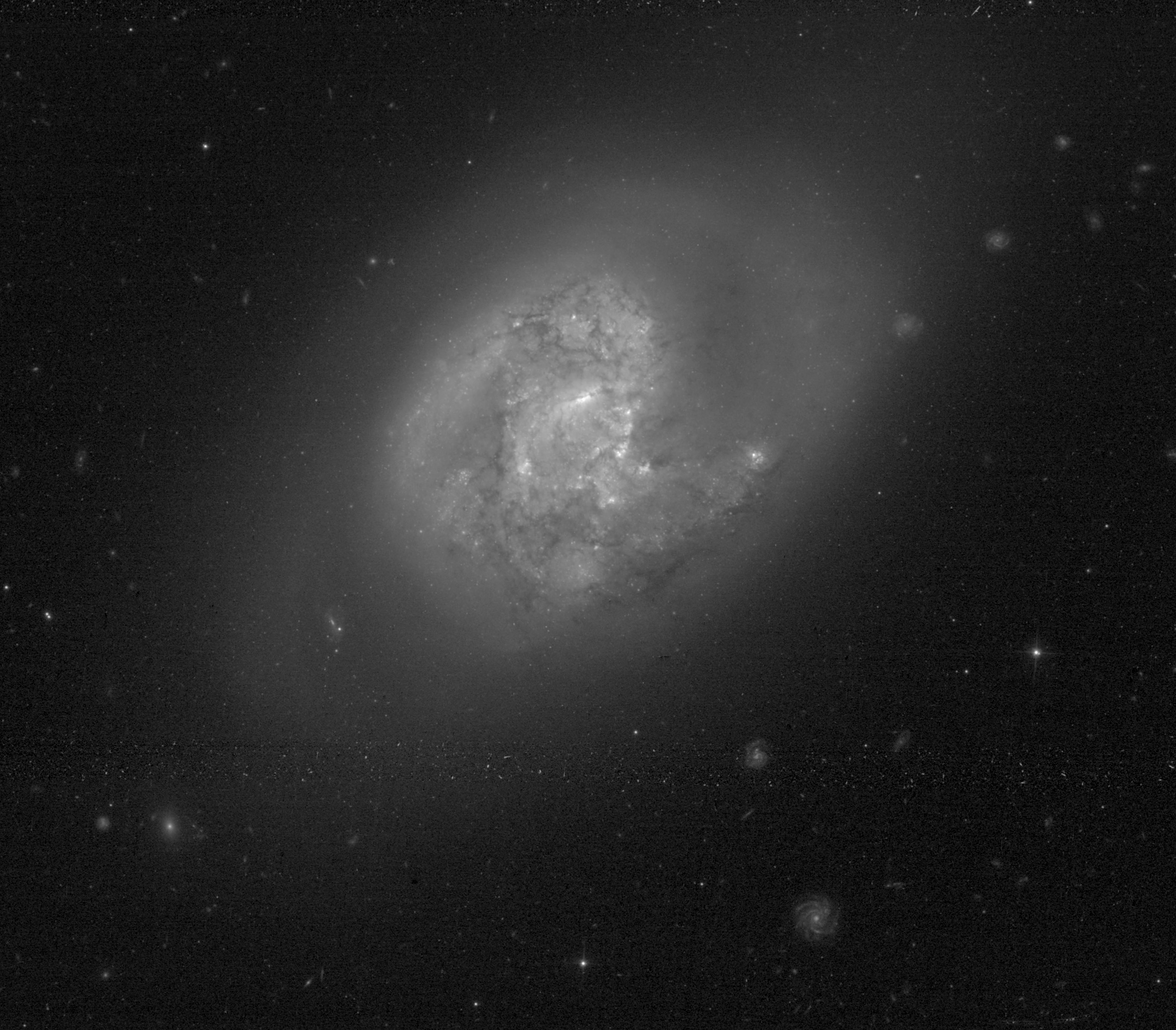
Aufnahme mithilfe des Hubble-Weltraumteleskops